# Площадь Бангалор
Пло́щадь Бангало́р (бел. Плошча Бангалор) — площадь в Советском районе Минска.

## Расположение
Северная часть города, 3 км от центра.
Расположена на пересечении улицы Максима Богдановича с улицами Орловской и Сурганова.

## История
Площадь носит название индийского города Бангалор, который является городом-побратимом Минска с 1986 года. Ранее в быту называлась площадью Горького (по прежнему названию улицы Богдановича; официального имени не имела). В свою очередь, одна из площадей в Бангалоре носит имя белорусской столицы.

## Характеристика
На площади организовано круговое движение, однако из-за интенсивного потока транспорта с прилегающих улиц на перекрёстке часто возникали заторы. Перекресток на площади Бангалор считался одним из самых аварийных мест Минска. В 2010 году планировалось провести реконструкцию транспортной развязки.
В 2013 году круговое движение на площади Бангалор было коренным образом реорганизовано путём установки более десятка дополнительных светофоров и нанесения дополнительной разметки. Это снизило аварийность в полтора раза, уменьшило ущерб от аварий, увеличило пропускную способность на 30 % (по результатам пятимесячной статистики ).